# Kryterium klasyfikacyjne
Kryterium klasyfikacyjne – wyodrębnienie i przyporządkowanie obiektów, przedmiotów, istot, osób, zjawisk do określonego zbioru lub grupy, na podstawie ich istotnej i wspólnej cechy, według logicznych zasad.